# Supercampioni
Supercampioni è una raccolta di sigle di cartoni animati della Five Record pubblicata nel 1989.

## Il disco
Il disco rappresenta la prima raccolta di sigle dedicate agli anime sportivi o orientati ad un pubblico maschile, in cui compaiono per la prima volta le sigle di Giampaolo Daldello, Enzo Draghi e Manuel De Peppe.
Il 33 giri originale è uno tra i più ricercati dai collezionisti del genere, nonostante la maggior parte delle sigle in esso contenute siano state ristampate varie volte nel corso degli anni in diverse compilation

## Tracce
LP1, lato A:
1. Holly e Benji due fuoriclasse
2. Tutti in campo con Lotti
3. A tutto gas
4. Capitan Dick
5. Ghostbusters
6. Tu con noi

LP1, lato B:
1. Lupin, l'incorreggibile Lupin
2. Motori in pista
3. Sceriffi delle stelle
4. I rangers delle galassie
5. Mr. T
6. Space Runner